# 海のオルガン
海のオルガン（英：Sea organ、クロアチア語：Morske orgulje）または「シー・オルガン」とは、クロアチア、アドリア海の一部のit:Canale di Zara沿岸の都市ザダルの海岸に作られた建造物である。

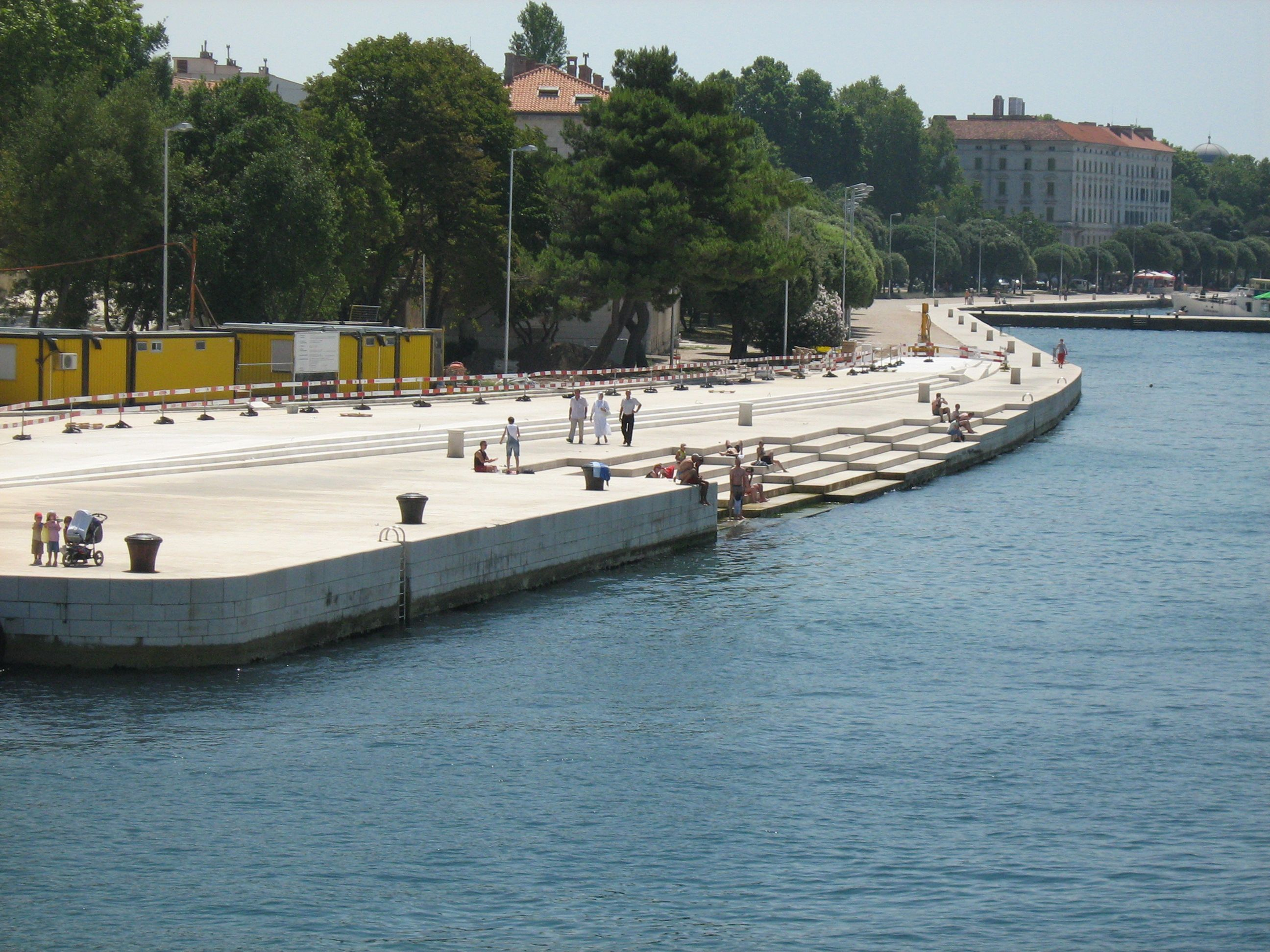
Sea organ in scaled form - 波によって奏でられた音は、階段の上端にある端から端まで開けられている小窓から出ている。

これは、海の波によって生み出される水の流れが、巨大な大理石で作られた階段の下に設置した管の中を通ることで圧縮された空気が押し出されてくることを利用した、創作楽器である。波の動きは、幾分無秩序だが調和的な音を奏でてくれている。この装置はクロアチア人の建築家であるニコラ・バシッチ（Nikola Bašić（en））によって、新都市海岸（Nova riva）再デザイン・プロジェクトの一環として造られた。この海岸は2005年4月15日にお披露目された。

## 歴史
第二次世界大戦に被災し、荒廃したザダルの再建を目的とした、統一感の欠落した乱雑な再開発が、海岸の波打ち際を、あたり一面コンクリートの護岸でできたモノトーンで面白みのない風景に変えてしまった。このため、海岸一帯は、人が寄り付かない殺風景な状態に長いこと置かれていた。そこで、シー・オルガンを作ったところ、これが、旅行者と地元民を海岸に引き寄せた。現在では、このプロジェクトは、海面へと降りる純白の大理石製階段として完成された。この階段の大理石の下に守り隠され、かつ、皆を引き寄せる音楽を奏でているものは、ポリエチレン製パイプおよび共鳴を利用して音を増幅する空洞が複数個セットになったものである。この海岸は、ただの、のっぺりとした殺風景な護岸から、風と海が演じる巨大な楽器へと変貌を遂げた。
2006年、海のオルガンは、都市公共空間におけるヨーロッパ大賞に選出された。